# 十四聖人のバシリカ聖堂

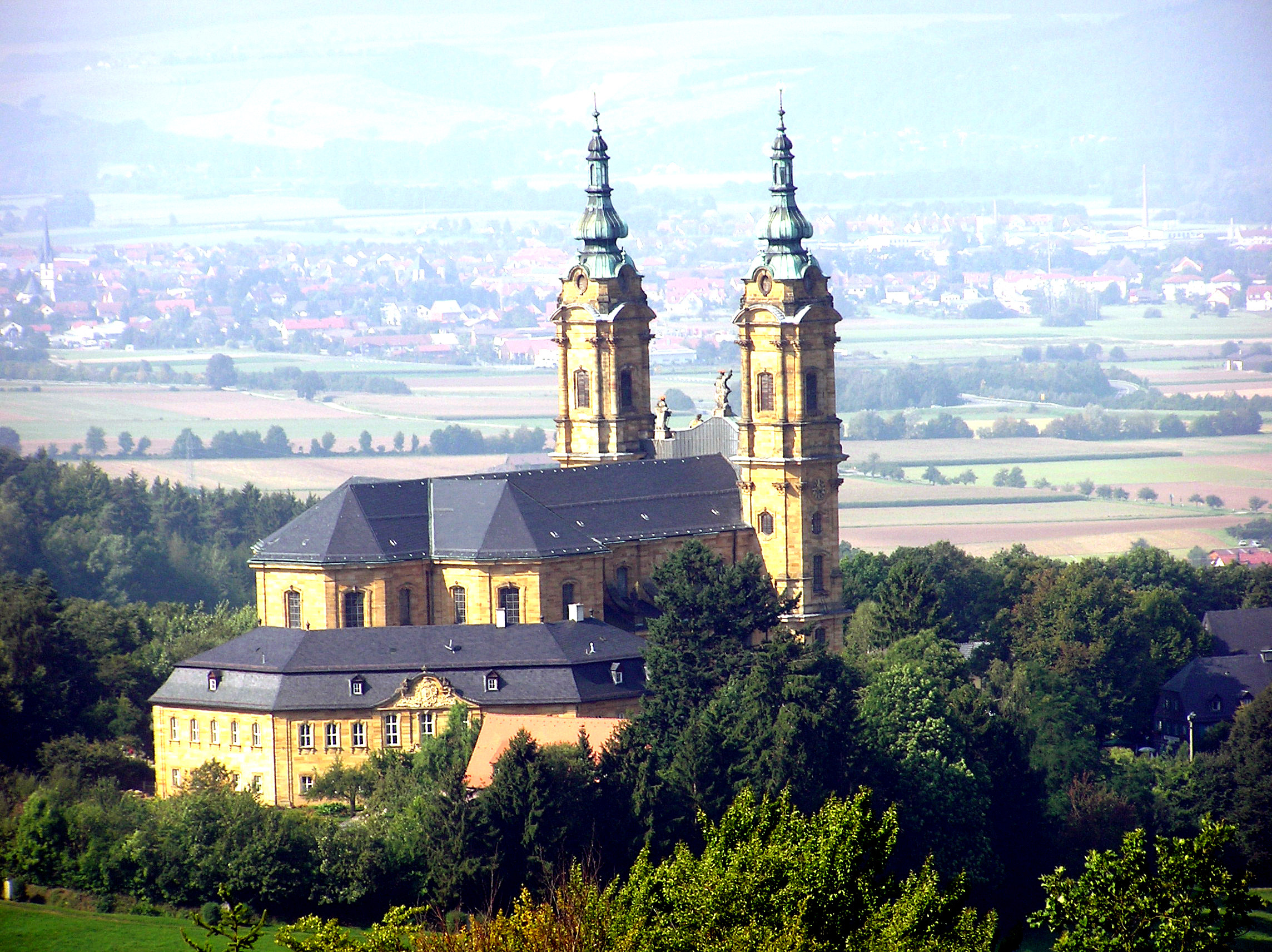
東北方向からの外観

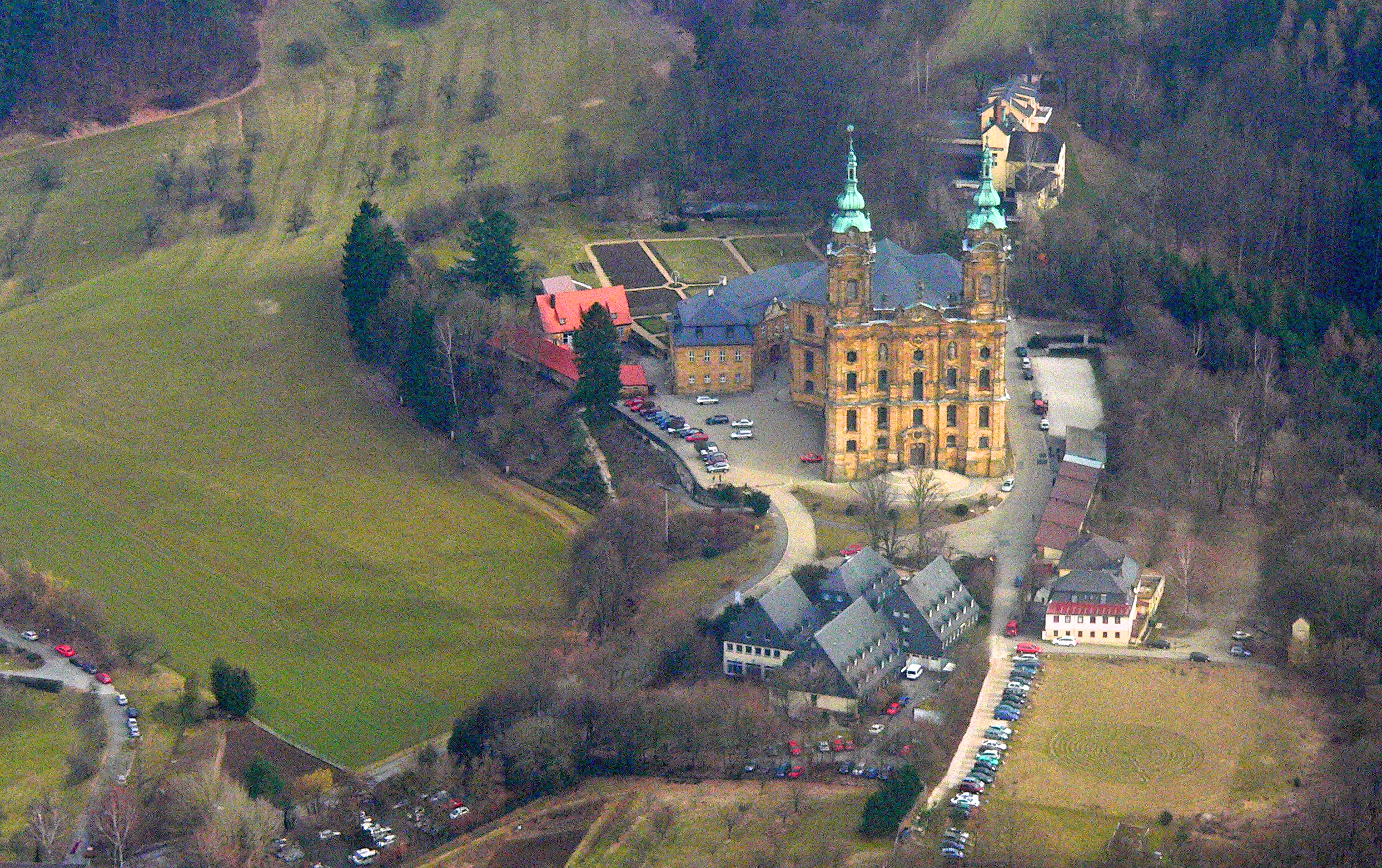
西方からの外観

十四聖人のバシリカ聖堂（独: Basilika Vierzehnheiligen）は、ドイツ連邦共和国バイエルン州オーバフランケン行政管区リヒテンフェルス郡バート・シュタッフェルシュタインに位置する巡礼教会である。バシリカとは、ローマ教皇により一般の教会堂より上位にあることを認められた教会堂のことである。バルタザール・ノイマンの設計により1743年から1772年にかけて建設され、十四救難聖人に捧げられた。外観は後期バロック式であるが、内部はロココ式である。年間50万人がこの聖堂を訪問する。バンベルク教区として4番目に重要な教会である。

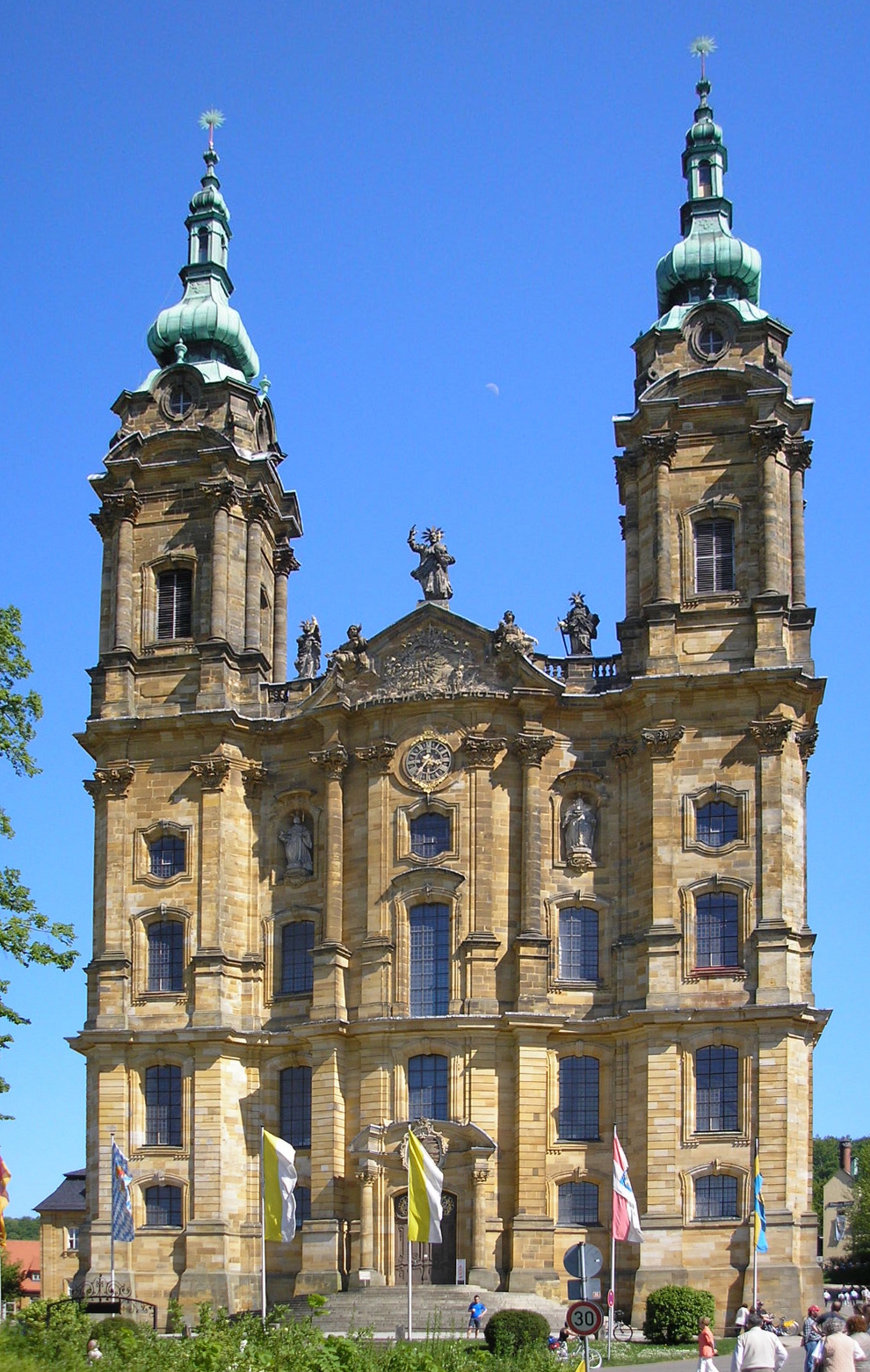
バシリカ聖堂正面

## 建設前の歴史
伝説によると、1445年にラングハイムの修道院の羊飼いのところに子供たちが現れ、その中に半分白く半分赤い服を着た幼子イエスがいた。子供たちは、自分たちは救難聖人であると言い、彼らのための礼拝所を造ることを要求した後、雲の中に消えていった。この降臨の数日後、奇跡が起こった。重病の少女がこの場所に連れて行かれると、その少女は健康になった。そのため、この土地は巡礼地となった。シトー会は信者の要求に応えて、救難聖人を称える礼拝堂を造った。しかし、1525年にドイツ農民戦争のために破壊され、その後も三十年戦争時に破壊された。

## バシリカの歴史

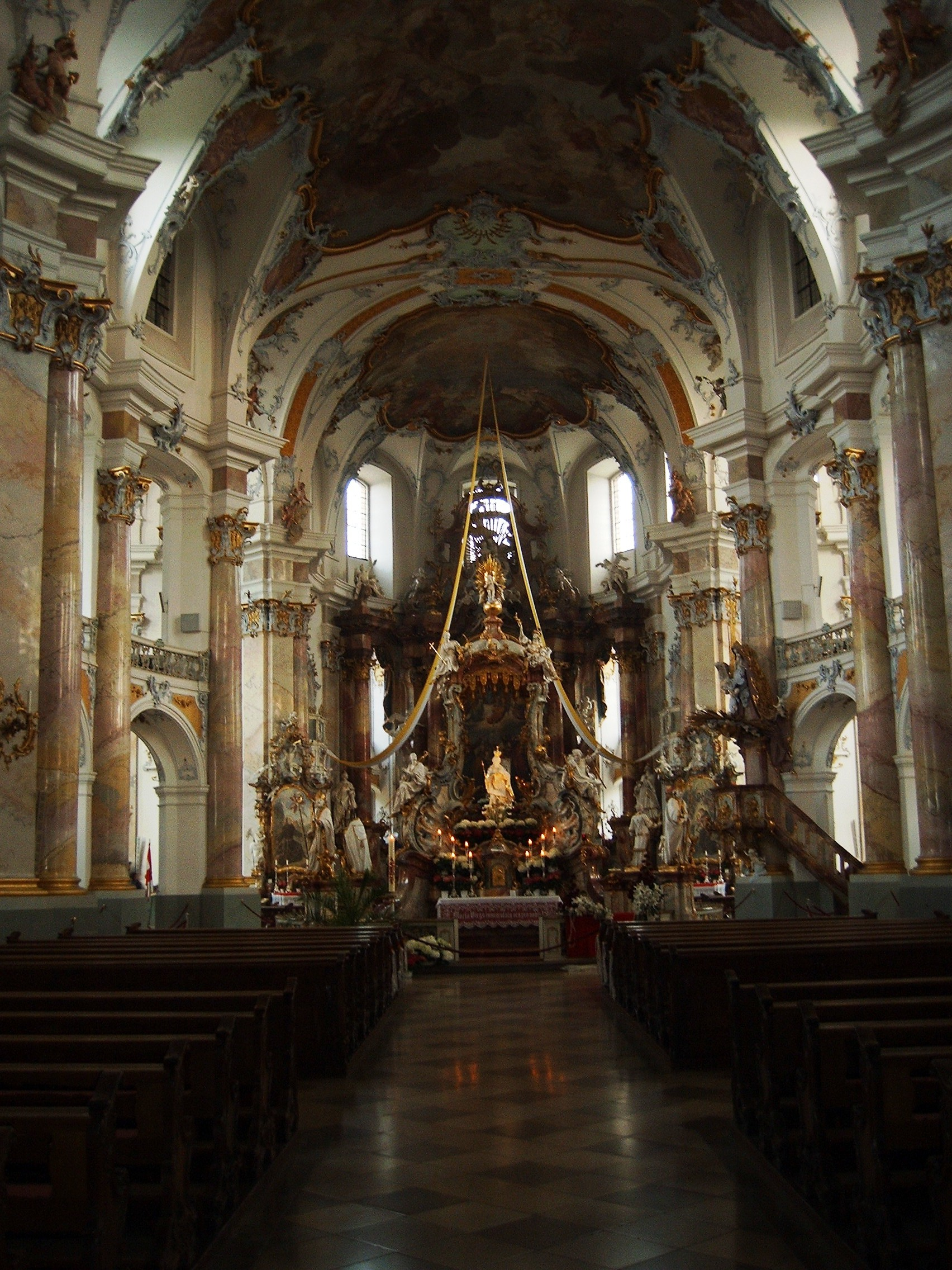
聖堂内部

ラングハイム修道院長シュテファン・メズィンガーは、1735年に巡礼教会を新しく建て替える許可をバンベルク司教のフリードリヒ・カール・フォン・シェーンブロンから得た。多くの建築家が建築案を作り、その中でゴットフリート・ハインリヒ・クローネの案を、安価であるが装飾性に優れているであるという理由でメズィンガーは採用した。しかし、この計画はバンベルク司教の拒否に遭い、建築することができなかった。1742年にバルタサール・ノイマンが提案した建築計画が採用され、1743年に起工となった。
しかし、決められた建築計画と異なり、クローネは建物を東側に一つ分ずれて建設していることに、ノイマンはすぐに気づいた。祭壇は、予定されていたドーム型のクロッシング中の降臨と奇跡の場所には造ることができなかった。その代わり、祭壇は典礼の習慣に反して教会の身廊に造られた。この失敗は、プロテスタントのクローネがカトリックの巡礼の要件を良く知らないために起きたということに司教は気付いた。もう一つの理由として、修道院長の希望に従って建築費を低く抑えようとしたことも考えられる。
もし彼が計画に固執するなら平らにする作業が必要であったが、これは高価であった。「プロテスタントがやった仕業はすべて取り除かないといけない」とショック受けた司教は命じた。ノイマンは、カトリックのすべての要件に従って、建築物を完成させるように要請された。バンベルクで一番高い地位を持つ建築士のマクシミリアン・フォン・ヴェルシュは、すでに建っている壁を聖歌隊の位置にすることを提案した。彼の計画に従うと、教会は長さ100メートル、高さ80メートルとなり、ドイツのバロック教会の中でほとんど最大のものとなる。しかし、このような大規模さのため、ヴェルシュは計画を進めることができなかった。東側の既に完成した外壁の解体は、ノイマンとしては考慮の対象とならなかったので、1744年に既に造られた部分に加える形で、巡礼教会としての要件を満たす設計図を完成させた。
ノイマンは、自身の死の1953年まで現場監督を務めた。彼は教会を完成させることはできなかったが、丸天井を伴う主要部は彼の作品である。教会は最終的に、その弟子であったヨハン・トーマス・ニースラーが1772年に完成させた。1972年9月14日にバンベルク司教アダム・フリードリヒ・ザインハイムによってこの教会は聖別された。
19世紀前半は、十四聖人のバシリカ聖堂にとっては受難の時期だった。1803年にバイエルンの世俗化が行われると、巡礼を指導していたシトー会の司祭たちは修道会を離れなくてはならなくなった。教会の宝物は持ち去られ、祭壇は跡形もなくなった。パイプオルガンや金も売却された。この時期、巡礼は禁止された。1835年には落雷のため、パイプオルガンと教会の屋根と二つの塔を焼失した。教会はほとんど廃墟となった。1839年にバイエルン王ルートヴィヒ1世はフランシスコ会に巡礼の指導を依頼した。フランシスコ会の修道士達はこの教会を修復した。その修復は、この時代の流行に従って行われた。塔の頂には新しく飾りが付けられ、新しいパイプオルガンは西の塔の4つの窓を覆い、内部装飾もノイマンのものから色々と変更された。
1897年、教皇レオ13世は、この教会を小バシリカ (Basilica minor) に格上げした。20世紀には改装が行われ、ノイマンが設計したものに戻った。1999年には新しいパイプオルガンが設置された。このオルガンがふさぐ窓は一つだけであり、ロココ建築の美により良く調和するようになった。

## バシリカの建築様式

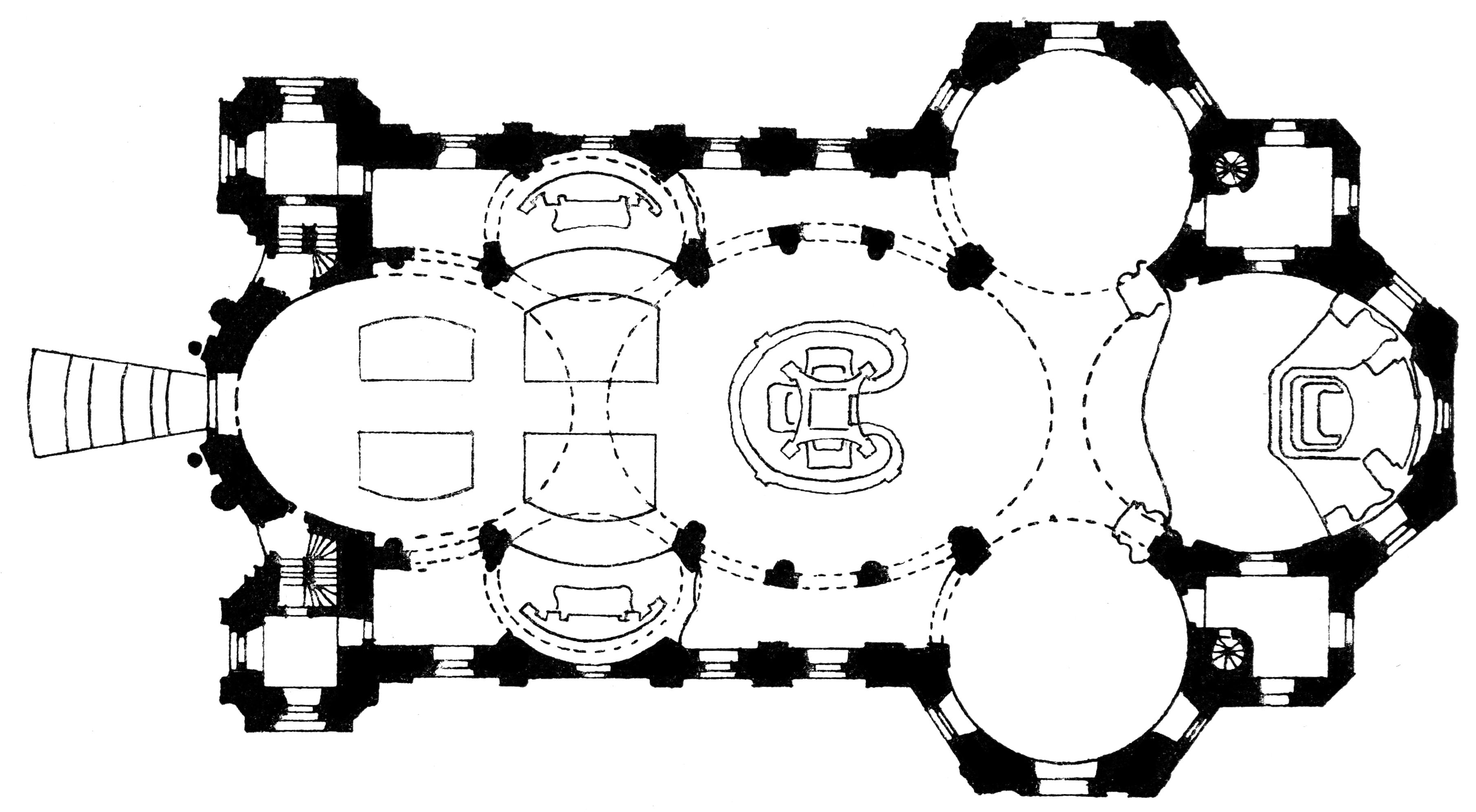
平面図

このバシリカの外観は、優美な中央部と二つの高い塔で特徴付けられる。この外観は、バロック時代の建築物の中で最も優れたものの一つである。上記のように、聖堂は東側にずれて建築されたが、内装は外壁に影響されないように造られている。図にあるように、内部は幾つかの楕円形の構造が重なって出来ている。祭壇は、聖人達が光臨した場所に、建物の壁から離れて造られている。この祭壇は、ロココ精神で造られており、多数の窓から間接的に差し込む光にがそれに彩を添えている。

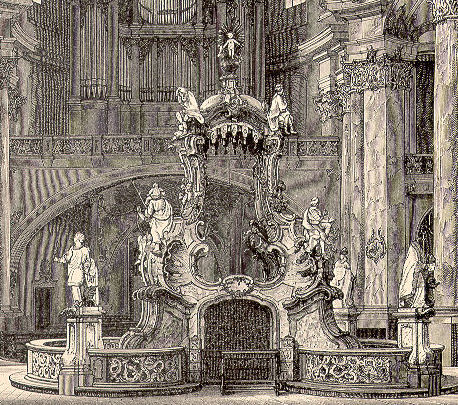
19世紀の祭壇 (1891年)
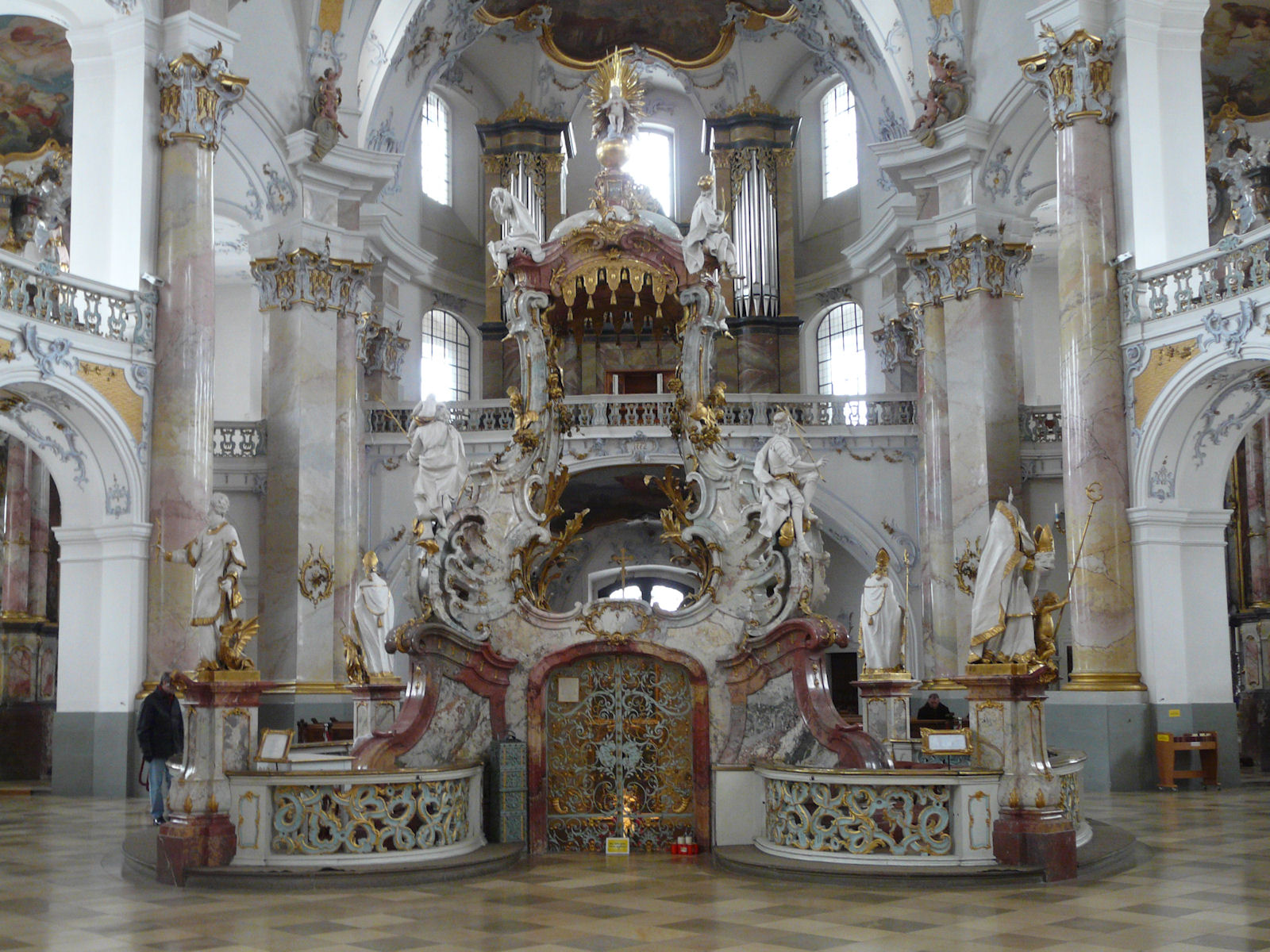
祭壇　2009年撮影
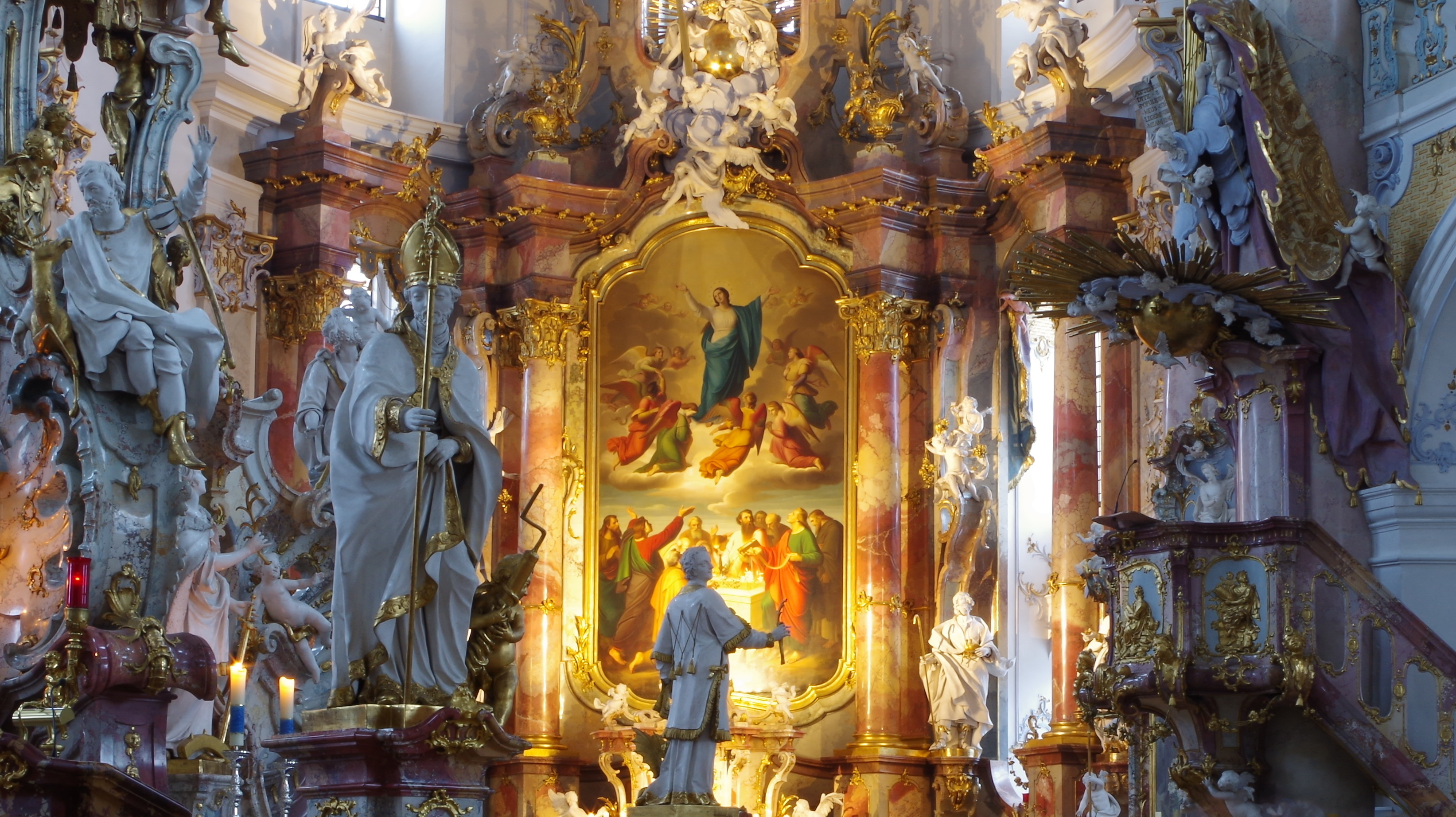
祭壇上部ライトアップ
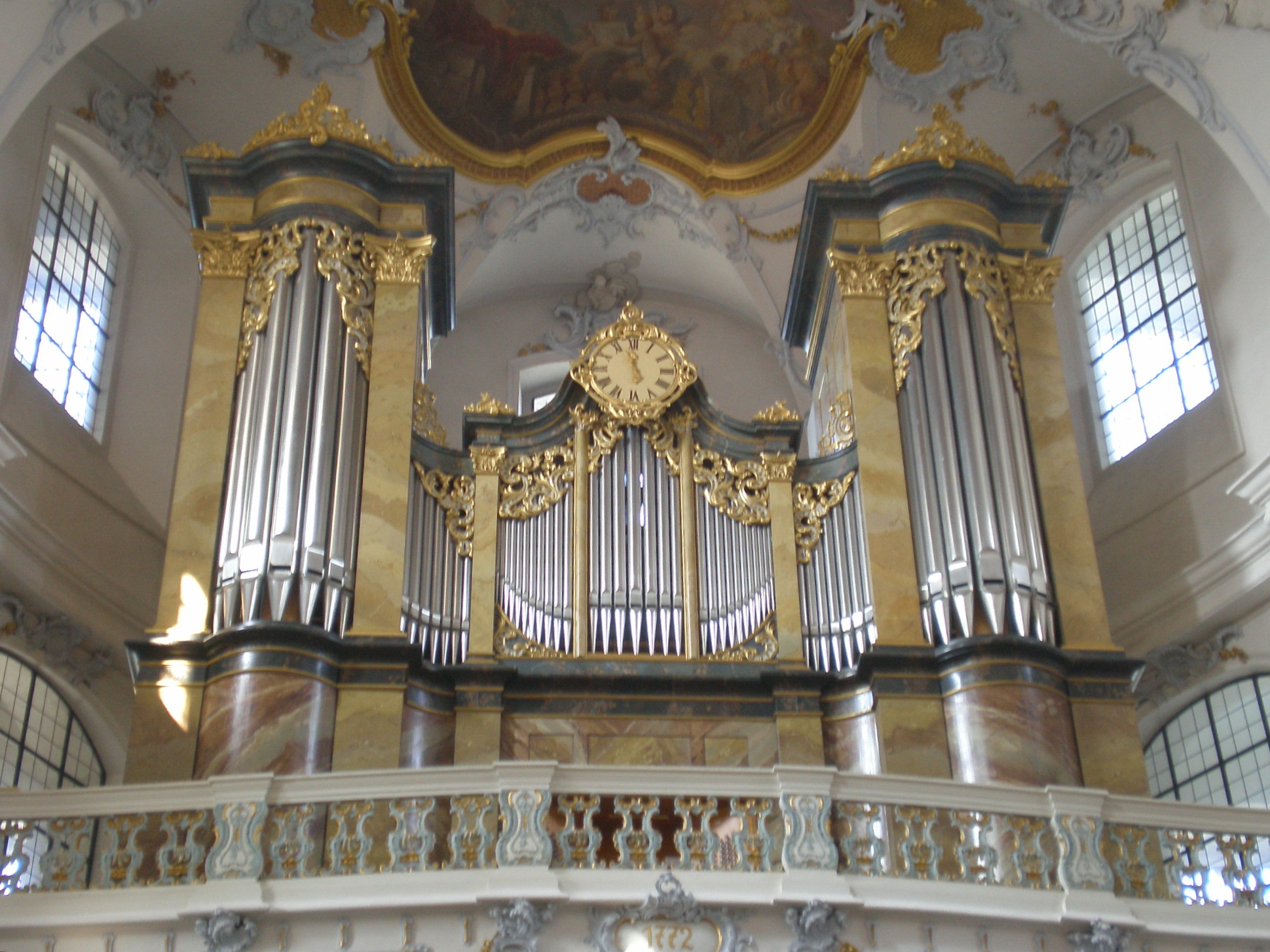
オルガン